# Jonggol (Jonggol)
Jonggol is een bestuurslaag in het regentschap Bogor van de provincie West-Java, Indonesië. Jonggol telt 13.377 inwoners (volkstelling 2010).